# Liste der Mitglieder des Senats im 20. Kongress der Vereinigten Staaten
Die Senatoren im 20. Kongress der Vereinigten Staaten wurden zu einem Drittel 1826 und 1827 neu gewählt. Vor der Verabschiedung des 17. Zusatzartikels 1913 wurde der Senat nicht direkt gewählt, sondern die Senatoren wurden von den Parlamenten der Bundesstaaten bestimmt. Jeder Staat wählt zwei Senatoren, die unterschiedlichen Klassen angehören. Die Amtszeit beträgt sechs Jahre, alle zwei Jahre wird für die Sitze einer der drei Klassen gewählt. Zwei Drittel des Senats bestehen daher aus Senatoren, deren Amtszeit noch andauert.
Die Amtszeit des 20. Kongresses ging vom 4. März 1827 bis zum 3. März 1829. Seine erste Tagungsperiode fand vom 3. Dezember 1827 bis zum 26. Mai 1828 in Washington, D.C. statt, die zweite Periode vom 1. Dezember 1828 bis zum 3. März 1829.

## Zusammensetzung und Veränderungen
Nach der Präsidentschaftswahl 1824 zerfiel das First Party System in mehrere Faktionen, von denen schließlich zwei übrigblieben, die Anhänger des späteren Präsidenten Andrew Jackson und seine Gegner. Aus der Jackson-Faktion entstand in den folgenden Jahren die bis heute bestehende Demokratische Partei, aus der Anti-Jackson-Faktion entstand zunächst die National Republican Party, später die United States Whig Party. Im 19. Kongress saßen am Ende seiner Amtszeit 26 Jacksonians und 22 Anti-Jacksonians im Senat. Bei den Wahlen 1826 und 1827 ergab sich ein Wechsel von den Jacksonians zu den Anti-Jacksonians, zwei in die entgegengesetzte Richtung. Da das Parlament von Massachusetts verspätet wählte, gab es zum Beginn des Kongresses 27 Jacksonians und 20 Anti-Jacksonians im Senat, wobei ein Sitz vakant war, dieser wurde aber noch vor Beginn der ersten Sitzungsperiode von den Anti-Jacksonians besetzt. Bei den wegen mehrerer Rücktritte nötigen Nachwahlen wechselten erneut zwei Sitze, was sich ausglich, ein bisher von den Jacksonians gehaltener Sitz blieb jedoch frei. Am Ende des 20. Kongresses saßen daher 26 Jacksonians und 21 Anti-Jacksonians im Senat, ein Sitz war vakant.

## Spezielle Funktionen
Nach der Verfassung der Vereinigten Staaten ist der Vizepräsident der Vorsitzende des Senats, ohne ihm selbst anzugehören. Bei Stimmengleichheit gibt seine Stimme den Ausschlag. Während des 20. Kongresses war John C. Calhoun Vizepräsident. Im Gegensatz zur heutigen Praxis leitete der Vizepräsident bis ins späte 19. Jahrhundert tatsächlich die Senatssitzungen. Ein Senator wurde zum Präsidenten pro tempore gewählt, der bei Abwesenheit des Vizepräsidenten den Vorsitz übernahm. Vom 4. März bis zum 2. Dezember 1827 war weiter der vom 16. Kongress gewählte Nathaniel Macon Präsident pro tempore, vom 15. Mai bis zum 18. Dezember 1828 war es Samuel Smith.

## Liste der Senatoren
Unter Faktion ist vermerkt, ob ein Senator den Anhängern oder den Gegnern von Andrew Jackson zugeordnet wird. Unter Staat sind die Listen der Senatoren des jeweiligen Staats verlinkt. Die reguläre Amtszeit richtet sich nach der Senatsklasse: Senatoren der Klasse I waren bis zum 3. März 1833 gewählt, die der Klasse II bis zum 3. März 1829 und die der Klasse III bis zum 3. März 1831. Das Datum gibt an, wann der entsprechende Senator in den Senat aufgenommen wurde, eventuelle frühere Amtszeiten nicht berücksichtigt. Unter Sen. steht die fortlaufende Nummer der Senatoren in chronologischer Ordnung, je niedriger diese ist, umso größer ist in der Regel die Seniorität des Senators. Die Tabelle ist mit den Pfeiltasten sortierbar.
| Senator                   | Faktion         | Staat          | Klasse | Datum         | Sen. | Anmerkung                                                                     |
| ------------------------- | --------------- | -------------- | ------ | ------------- | ---- | ----------------------------------------------------------------------------- |
| William R. King           | Jacksonian      | Alabama        | II     | 14. Dez. 1819 | 232  |                                                                               |
| John McKinley             | Jacksonian      | Alabama        | III    | 27. Nov. 1826 | 284  |                                                                               |
| Samuel A. Foot            | Anti-Jacksonian | Connecticut    | I      | 4. März 1827  | 287  |                                                                               |
| Calvin Willey             | Anti-Jacksonian | Connecticut    | III    | 4. Mai 1825   | 271  |                                                                               |
| Louis McLane              | Jacksonian      | Delaware       | I      | 4. März 1827  | 288  |                                                                               |
| Henry M. Ridgely          | Jacksonian      | Delaware       | II     | 12. Jan. 1827 | 285  |                                                                               |
| Thomas W. Cobb            | Jacksonian      | Georgia        | II     | 4. Nov. 1824  | 260  | trat 1828 zurück                                                              |
| Oliver H. Prince          | Jacksonian      | Georgia        | II     | 7. Nov. 1828  | 292  | gewählt als Nachfolger von Cobb                                               |
| John MacPherson Berrien   | Jacksonian      | Georgia        | III    | 4. März 1825  | 264  |                                                                               |
| Jesse B. Thomas           | Anti-Jacksonian | Illinois       | II     | 3. Dez. 1818  | 221  |                                                                               |
| Elias Kane                | Jacksonian      | Illinois       | III    | 4. März 1825  | 268  |                                                                               |
| James Noble               | Anti-Jacksonian | Indiana        | I      | 11. Dez. 1816 | 201  |                                                                               |
| William Hendricks         | Anti-Jacksonian | Indiana        | III    | 4. März 1825  | 267  |                                                                               |
| Richard Mentor Johnson    | Jacksonian      | Kentucky       | II     | 10. Dez. 1819 | 230  |                                                                               |
| John Rowan                | Jacksonian      | Kentucky       | III    | 4. März 1825  | 270  |                                                                               |
| Charles D. J. Bouligny    | Anti-Jacksonian | Louisiana      | II     | 19. Nov. 1824 | 261  |                                                                               |
| Josiah S. Johnston        | Anti-Jacksonian | Louisiana      | III    | 15. Jan. 1824 | 259  |                                                                               |
| Albion K. Parris          | Jacksonian      | Maine          | I      | 4. März 1827  | 289  | trat am 26. August 1828 zurück                                                |
| John Holmes               | Anti-Jacksonian | Maine          | I      | 15. Jan. 1829 | 237  | gewählt als Nachfolger von Parris früher im 16. bis 19. Kongress              |
| John Chandler             | Jacksonian      | Maine          | II     | 14. Juni 1820 | 238  |                                                                               |
| Samuel Smith              | Jacksonian      | Maryland       | I      | 16. Dez. 1822 | 114  | Präsident pro tempore früher im 8. bis 13. Kongress                           |
| Ezekiel F. Chambers       | Anti-Jacksonian | Maryland       | III    | 24. Jan. 1826 | 277  |                                                                               |
| Daniel Webster            | Anti-Jacksonian | Massachusetts  | I      | 17. Dez. 1827 | 291  |                                                                               |
| Nathaniel Silsbee         | Anti-Jacksonian | Massachusetts  | II     | 31. Mai 1826  | 281  |                                                                               |
| Powhatan Ellis            | Jacksonian      | Mississippi    | I      | 4. März 1827  | 273  | früher im 19. Kongress                                                        |
| Thomas Hill Williams      | Jacksonian      | Mississippi    | II     | 10. Dez. 1817 | 215  |                                                                               |
| Thomas Hart Benton        | Jacksonian      | Missouri       | I      | 10. Aug. 1821 | 247  |                                                                               |
| David Barton              | Anti-Jacksonian | Missouri       | III    | 10. Aug. 1821 | 246  |                                                                               |
| Samuel Bell               | Anti-Jacksonian | New Hampshire  | II     | 4. März 1823  | 253  |                                                                               |
| Levi Woodbury             | Jacksonian      | New Hampshire  | III    | 16. Juni 1825 | 272  |                                                                               |
| Ephraim Bateman           | Anti-Jacksonian | New Jersey     | I      | 9. Nov. 1826  | 283  | trat am 12. Januar 1829 zurück                                                |
| Mahlon Dickerson          | Jacksonian      | New Jersey     | II (I) | 4. März 1817  | 207  | trat am 30. Januar 1829 zurück (Klasse II) gewählt als Nachfolger von Bateman |
| Martin Van Buren          | Jacksonian      | New York       | I      | 4. März 1821  | 245  | trat am 20. Dezember 1828 zurück                                              |
| Charles E. Dudley         | Jacksonian      | New York       | I      | 15. Jan. 1829 | 295  | gewählt als Nachfolger von Van Buren                                          |
| Nathan Sanford            | Anti-Jacksonian | New York       | III    | 14. Jan. 1826 | 190  | früher im 14. bis 16. Kongress                                                |
| John Branch               | Jacksonian      | North Carolina | II     | 4. März 1823  | 254  |                                                                               |
| Nathaniel Macon           | Jacksonian      | North Carolina | III    | 5. Dez. 1815  | 193  | trat am 14. November 1828 zurück Präsident pro tempore                        |
| James Iredell             | Jacksonian      | North Carolina | III    | 15. Dez. 1828 | 294  | gewählt als Nachfolger von Macon                                              |
| Benjamin Ruggles          | Anti-Jacksonian | Ohio           | I      | 4. März 1815  | 189  |                                                                               |
| William Henry Harrison    | Anti-Jacksonian | Ohio           | III    | 4. März 1825  | 266  | trat am 20. Mai 1828 zurück                                                   |
| Jacob Burnet              | Anti-Jacksonian | Ohio           | III    | 10. Dez. 1828 | 293  | gewählt als Nachfolger von Harrison                                           |
| Isaac D. Barnard          | Jacksonian      | Pennsylvania   | I      | 4. März 1827  | 286  |                                                                               |
| William Marks             | Anti-Jacksonian | Pennsylvania   | III    | 4. März 1825  | 269  |                                                                               |
| Asher Robbins             | Anti-Jacksonian | Rhode Island   | I      | 28. Okt. 1825 | 275  |                                                                               |
| Nehemiah R. Knight        | Anti-Jacksonian | Rhode Island   | II     | 9. Jan. 1821  | 240  |                                                                               |
| Robert Young Hayne        | Jacksonian      | South Carolina | II     | 4. März 1823  | 255  |                                                                               |
| William Smith             | Jacksonian      | South Carolina | III    | 29. Nov. 1826 | 199  | früher im 14. bis 17. Kongress                                                |
| John Henry Eaton          | Jacksonian      | Tennessee      | I      | 5. Sep. 1818  | 218  |                                                                               |
| Hugh Lawson White         | Jacksonian      | Tennessee      | II     | 28. Okt. 1825 | 274  |                                                                               |
| Horatio Seymour           | Anti-Jacksonian | Vermont        | I      | 4. März 1821  | 244  |                                                                               |
| Dudley Chase              | Anti-Jacksonian | Vermont        | III    | 4. März 1825  | 170  | früher im 13. und 14. Kongress                                                |
| John Tyler                | Jacksonian      | Virginia       | I      | 4. März 1827  | 290  |                                                                               |
| Littleton Waller Tazewell | Jacksonian      | Virginia       | II     | 7. Dez. 1824  | 263  |                                                                               |